# Paweł Tetera

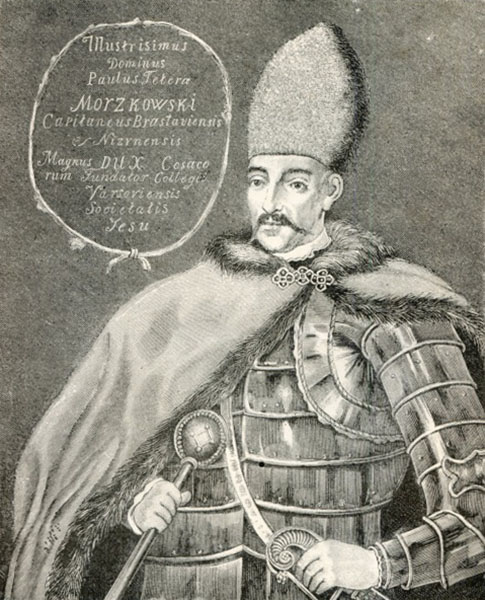
Wielki wódz kozacki (Magnum Dux Cosacorum) Paulus Tetera Morzkowski

Paweł Tetera (ukr. Павло Тетеря, Pawło Teteria), właściwie Paweł Morzkowski herbu Ślepowron (?-1670) – hetman kozacki w latach 1663–1665, stolnik połocki, pisarz wojsk zaporoskich w czasie powstania Chmielnickiego, pułkownik perejasławski, starosta niżyński w 1665 roku, starosta bracławski w 1668 roku.

## Życiorys
W 1654 wziął udział w poselstwie do Moskwy, które w imieniu Bohdana Chmielnickiego poprosiło o włączenie Ukrainy do Rosji. W latach 1657–1658 brał udział w pertraktacjach z Rzecząpospolitą, które doprowadziły do podpisania ugody hadziackiej. W 1658 roku na sejmie warszawskim za zasługi dla kraju został nobilitowany.
W 1659 roku Sejm nadał mu dożywotnio Złotopol. W latach 1663–1665 jako hetman Ukrainy Prawobrzeżnej osłaniał pochód wojsk polskich na terytorium Rosji. W czasie powstania chłopskiego w 1665 zmuszony był złożyć urząd i wyjechał do Warszawy, gdzie nadano mu stanowisko stolnika połockiego. Przeszedł na katolicyzm. Wkrótce rozpoczął procesy z kresowymi magnatami, a następnie udał się do Mołdawii i Adrianopola na służbę turecką, gdzie zmarł.
Był fundatorem warszawskiego kolegium jezuitów.
Jego pierwszą żoną była siostra Iwana Wyhowskiego, kolejną córka Bohdana Chmielnickiego – Katarzyna, a wdowa po Danielu Wyhowskim – bracie Iwana Wyhowskiego. Posiadał także żonę Helenę – córkę Jerzego Chmielnickiego.

## Bibliografia

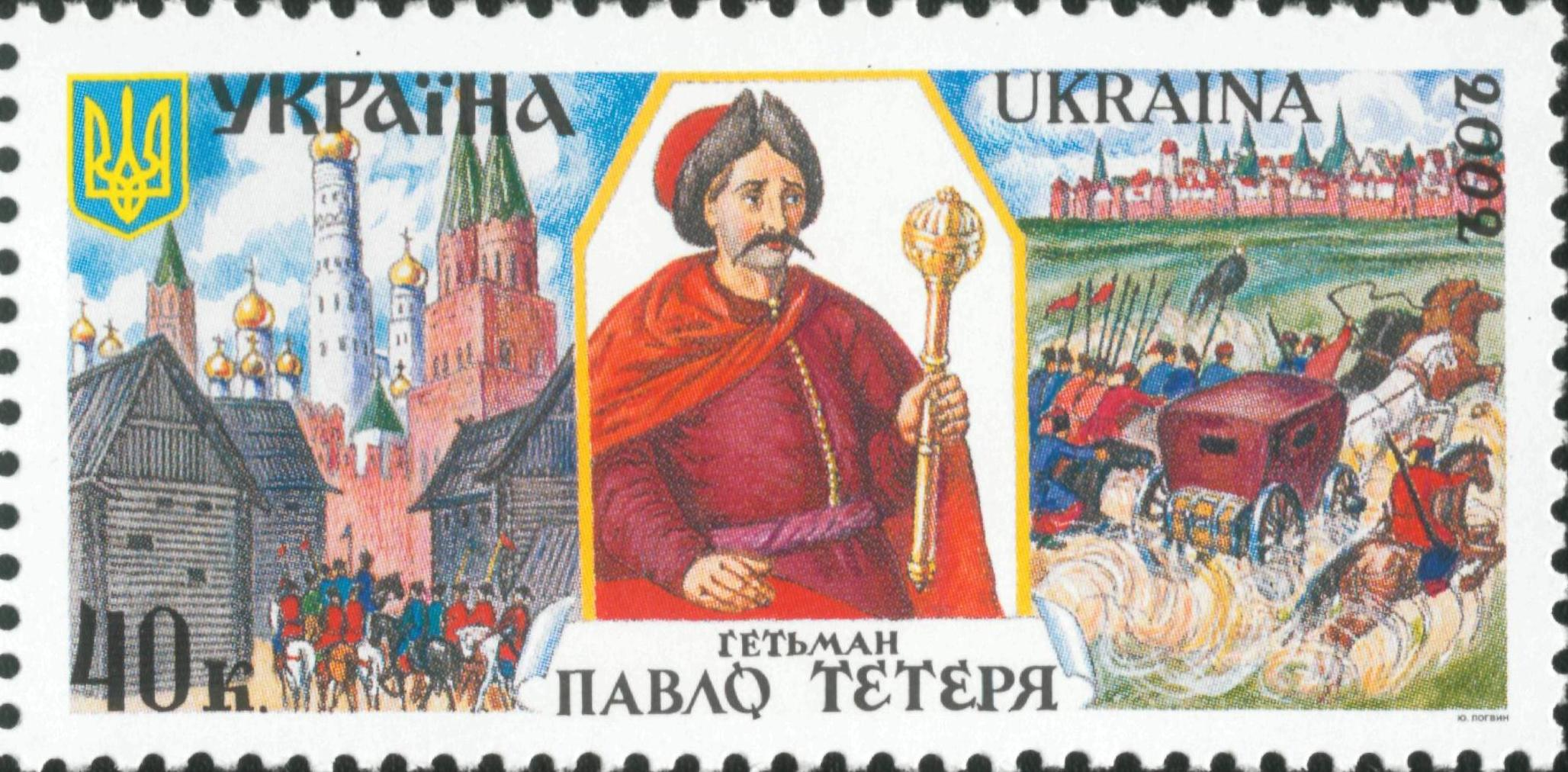
Paweł Tetera na ukraińskim znaczku pocztowym